# August 2001
Portal Geschichte | Portal Biografien | Aktuelle Ereignisse | Jahreskalender | Tagesartikel

◄ |
20. Jahrhundert |
21. Jahrhundert

◄ |
1970er |
1980er |
1990er |
2000er
| 2010er | 2020er | 2030er | ►

◄ |
1997 |
1998 |
1999 |
2000 |
2001
| 2002 | 2003 | 2004 | 2005 | ►

◄ |
Mai 2001 |
Juni 2001 |
Juli 2001 |
August 2001 |
September 2001 |
Oktober 2001 |
November 2001 |
►
Dieser Artikel behandelt tagesbezogene Nachrichten und Ereignisse im August 2001.

## Tagesgeschehen

### Mittwoch, 1. August 2001
- Berlin/Deutschland: Das Lebenspartnerschaftsgesetz, das die Pflichten und Rechte gleichgeschlechtlicher Paare in manchen Punkten an jene von Ehepartnern angleicht, tritt in Kraft.[1]

### Freitag, 3. August 2001
- London/Vereinigtes Königreich: Bei einem Anschlag der Terrororganisation Real Irish Republican Army mit einer Autobombe im Londoner Stadtteil Ealing werden sieben Personen verletzt.[2]

### Samstag, 4. August 2001
- Moskau/Russland: Der nordkoreanische De-facto-Staatschef Kim Jong-il trifft nach einer neun Tage währenden Zugreise mit dem Präsidenten Russlands Wladimir Putin zusammen. Dabei wird neben Maßnahmen zur „strategischen Stabilität“ auch über eine Wiedervereinigung von Nord- und Südkorea gesprochen.[3]

### Sonntag, 5. August 2001

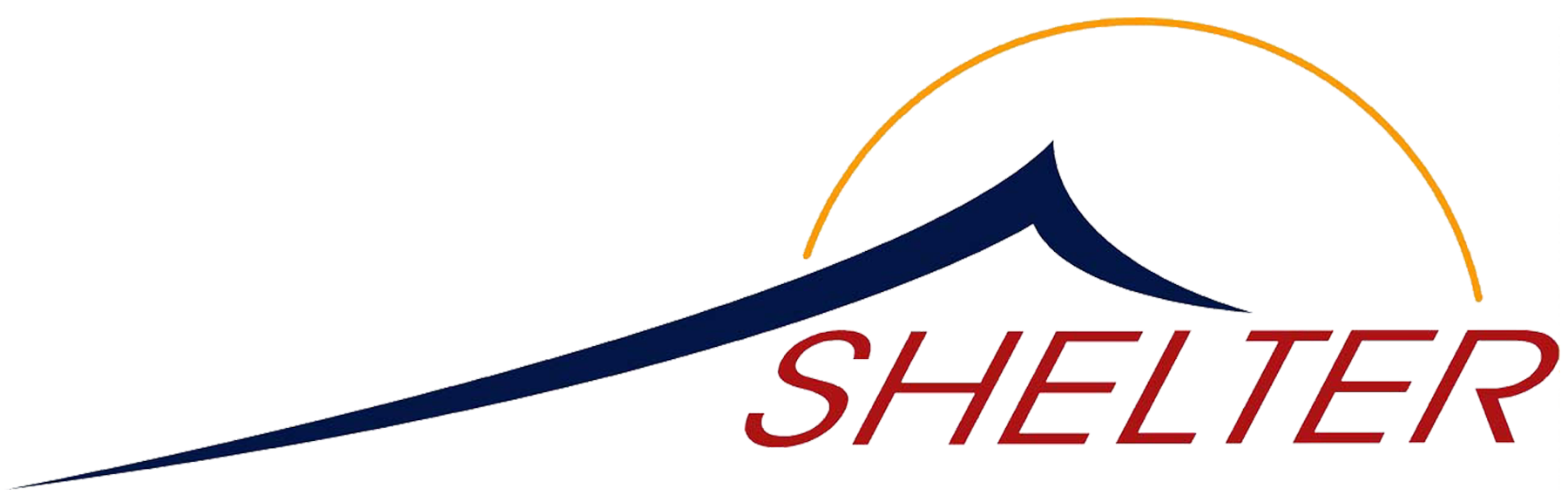
Logo von Shelter

- Afghanistan: Die Taliban schließen eine Agentur des Hilfswerks Shelter Now und nehmen 24 Mitarbeiter fest, denen sie vorwerfen, die Bekehrung von Muslimen zum Christentum zu betreiben. Die Schari'a, deren Auslegung die herrschenden Taliban umsetzen, legt für Bekehrungsversuche die Todesstrafe nahe.[4]

### Montag, 6. August 2001
- Erwadi/Indien: Bei einem Feuer in einer psychiatrischen Einrichtung nahe dem Grab des islamischen Sultans Syed Ibrahim Shaheed Valiyullah im Distrikt Ramanathapuram im Bundesstaat Tamil Nadu sterben 28 Menschen.[5]
- La Paz/Bolivien: Präsident Hugo Banzer Suárez von der Demokratisch-Nationalistischen Aktion tritt aufgrund seiner Krebserkrankung zurück und übergibt die Amtsgeschäfte in die Hände seines bisherigen Stellvertreters Jorge Quiroga Ramírez.[6]
- Washington, D.C./Vereinigte Staaten: Heute trägt der President’s Daily Brief für US-Präsident George W. Bush den Titel „Bin Ladin Determined To Strike in US“ (deutsch „Bin Ladin entschlossen, in den Vereinigten Staaten zuzuschlagen“).[7]

### Mittwoch, 8. August 2001
- Algier/Algerien: Die 15. Weltfestspiele der Jugend und Studenten werden eröffnet. Die Veranstaltung des sozialistischen Weltbunds der Demokratischen Jugend findet zum ersten Mal in einem afrikanischen Land statt.[8]

### Donnerstag, 9. August 2001
- Jerusalem/Israel: Ein Selbstmordanschlag radikaler Palästinenser auf eine Filiale der Restaurantkette Sbarro fordert 15 Todesopfer und 130 Verletzte.[9]

### Freitag, 10. August 2001
- Hanoi/Vietnam, Thailand: Der Tropische Sturm Usagi trifft südlich von Hanoi auf Land. In Vietnam und Thailand sterben 176 Menschen durch das Unwetter.[10]

### Montag, 13. August 2001
- Ohrid/Mazedonien: Mazedonien und Albanien schließen das Rahmenabkommen von Ohrid, das eine angemessene Vertretung der albanischen Minderheit im mazedonischen Staatsapparat sicherstellen soll.[11]

### Dienstag, 14. August 2001

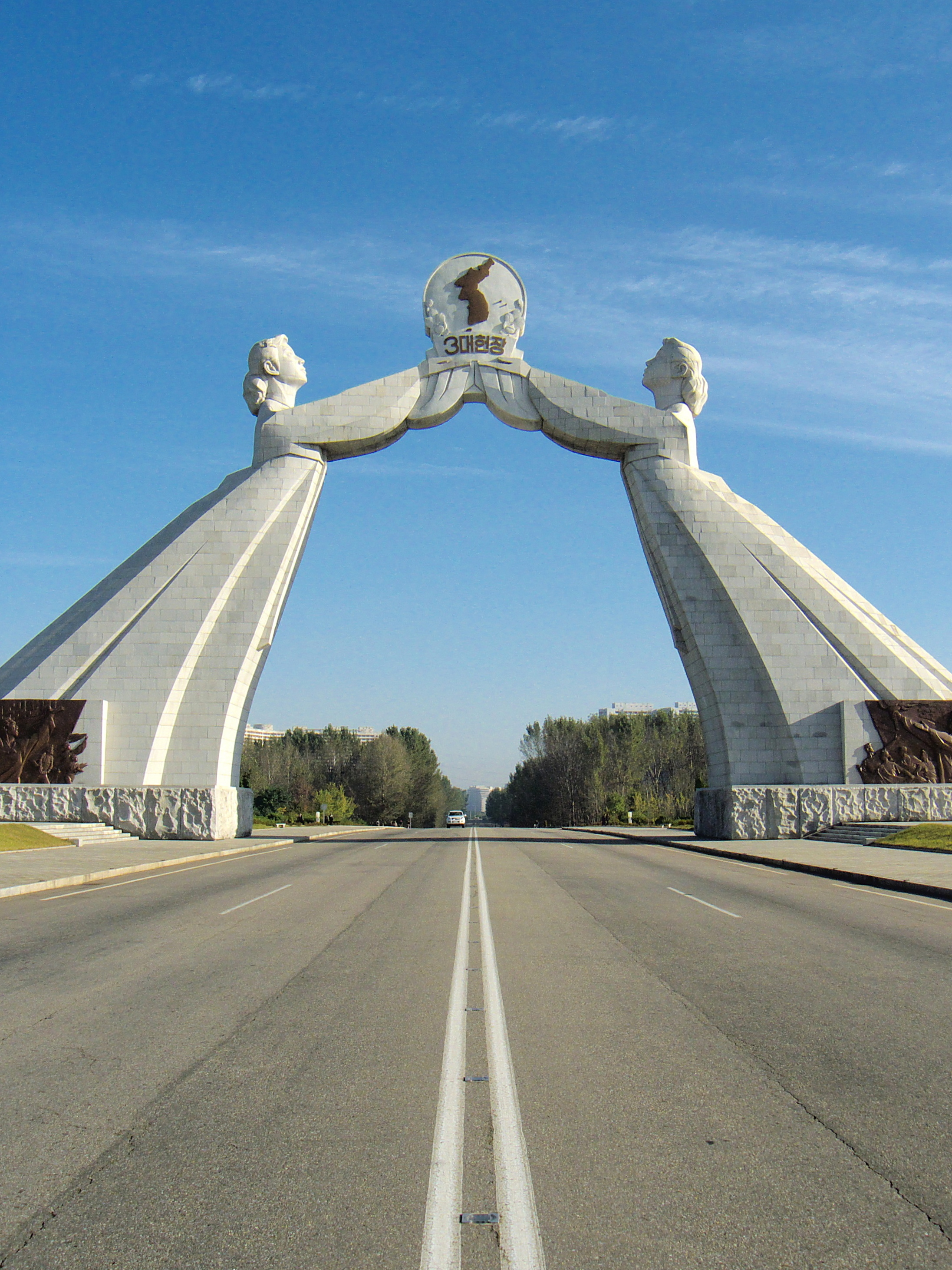
Monument der Drei Charta in Pjöngjang

- Mexiko-Stadt/Mexiko: Die neuen Gesetze über die Rechte indigener Völker erhalten Verfassungsrang. Zapatistische indigene Gruppen lehnen diese Gesetze jedoch ab und erneuern auch ihre Kritik am Plan-Puebla-Panamá zum Bau weiterer Grenzübergänge, Straßen, Bergwerke und Staudämme in Mittelamerika.[12]
- Pjöngjang/Nordkorea: Das Denkmal für die Wiedervereinigung Koreas wird eingeweiht und gemahnt an Unabhängigkeit, Ideologiefreiheit und Frieden. In der aktuellen politischen Situation ist eine koreanische Wiedervereinigung allerdings utopisch.[13]

### Mittwoch, 15. August 2001

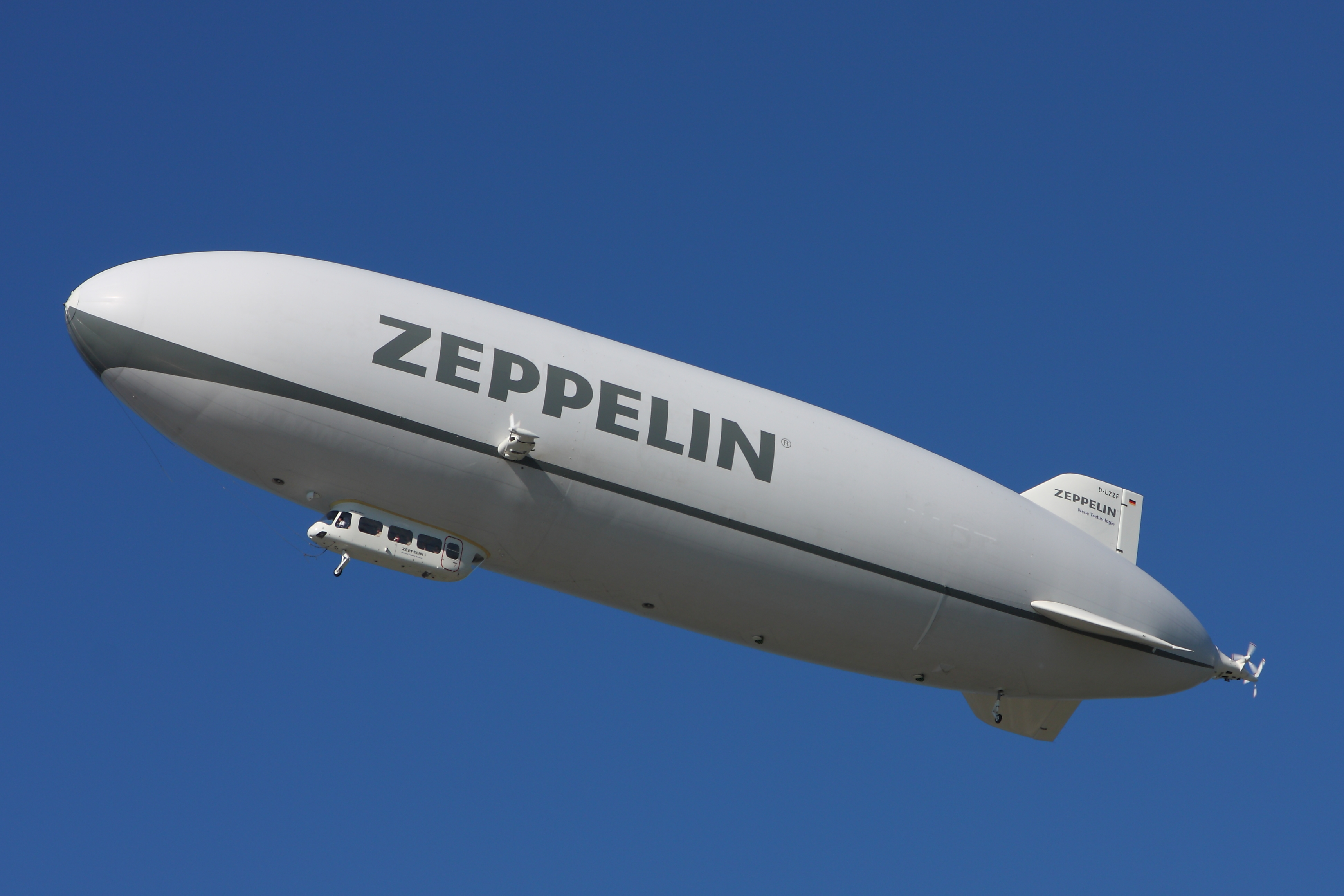
Zeppelin NT

- Friedrichshafen/Deutschland: Erstmals seit über 60 Jahren startet ein Zeppelin, das Modell Zeppelin NT, den Passagierflugbetrieb.[14]

### Freitag, 17. August 2001
- Dorsten/Deutschland: Nach dem heutigen Fördertag wird der Bergbau auf dem nördlich des Ruhrgebiets gelegenen Bergwerk Fürst Leopold eingestellt.[15]

### Samstag, 18. August 2001
- Quezon City/Philippinen: Bei einem Hotelbrand kommen 75 Menschen ums Leben. Aufgrund von gravierenden Sicherheitsmängeln können viele Opfer nicht vor Rauch und Flammen fliehen.[16][17]

### Sonntag, 19. August 2001
- Budapest/Ungarn: Der Deutsche Michael Schumacher gewinnt im Ferrari F2001 den Großen Preis von Ungarn. Der Titelträger von 1994, 1995 und 2000 liegt somit uneinholbar auf Platz 1 der Fahrer-Weltmeisterschaft 2001.

- Rodynske/Ukraine: Im Bergwerk Sassjadko in der Oblast Donezk kommen bei einer Schlagwetterexplosion 55 Bergleute ums Leben. Weitere 34 werden verletzt.[18]

### Mittwoch, 22. August 2001
- Tokio/Japan: Der Landfall des Taifuns Pabuk auf Honshu  führt zum Tod von sieben Menschen. Es ist der elfte Taifun der Pazifischen Taifunsaison 2001 und der erste Taifun seit zwei Jahren, der auf die japanische Hauptinsel trifft.[19]

### Freitag, 24. August 2001
- Terceira/Portugal: Auf dem Weg von Toronto nach Lissabon geht dem Air-Transat-Flug 236 über dem Atlantik der Kraftstoff aus. Nach dem bislang längsten Gleitflug eines Strahlflugzeugs können die Piloten den Airbus A330 mit 293 Passagieren und 13 Besatzungsmitgliedern an Bord auf der Azoreninsel Terceira notlanden.

### Samstag, 25. August 2001
- Oslo/Norwegen: Prinz Haakon, einziger Sohn des Königs von Norwegen Harald V., und Mette-Marit Tjessem Høiby feiern ihre Hochzeit.[20]

### Montag, 27. August 2001
- Mazedonien: Die Operation Essential Harvest (deutsch Notwendige Ernte) des Militärbündnisses NATO zum Einsammeln von Waffen beginnt.[21]

### Mittwoch, 29. August 2001
- Indik: Das vor der Weihnachtsinsel kreuzende ConRo-Schiff Tampa gerät in Seenot. Anfang der Woche rettete das norwegische Schiff 433 zumeist afghanische Boatpeople in der Nähe von Indonesien. Eine Gruppe unter den Geretteten erzwang vom Kapitän einen Kurswechsel Richtung Australische Außengebiete. Die australischen Behörden verweigern der Tampa seitdem das Befahren ihrer Hoheitsgewässer. Als der Kapitän schließlich in die Gewässer eindringt, übernehmen 45 australische Soldaten die Kontrolle an Bord.[22]

## Weblinks

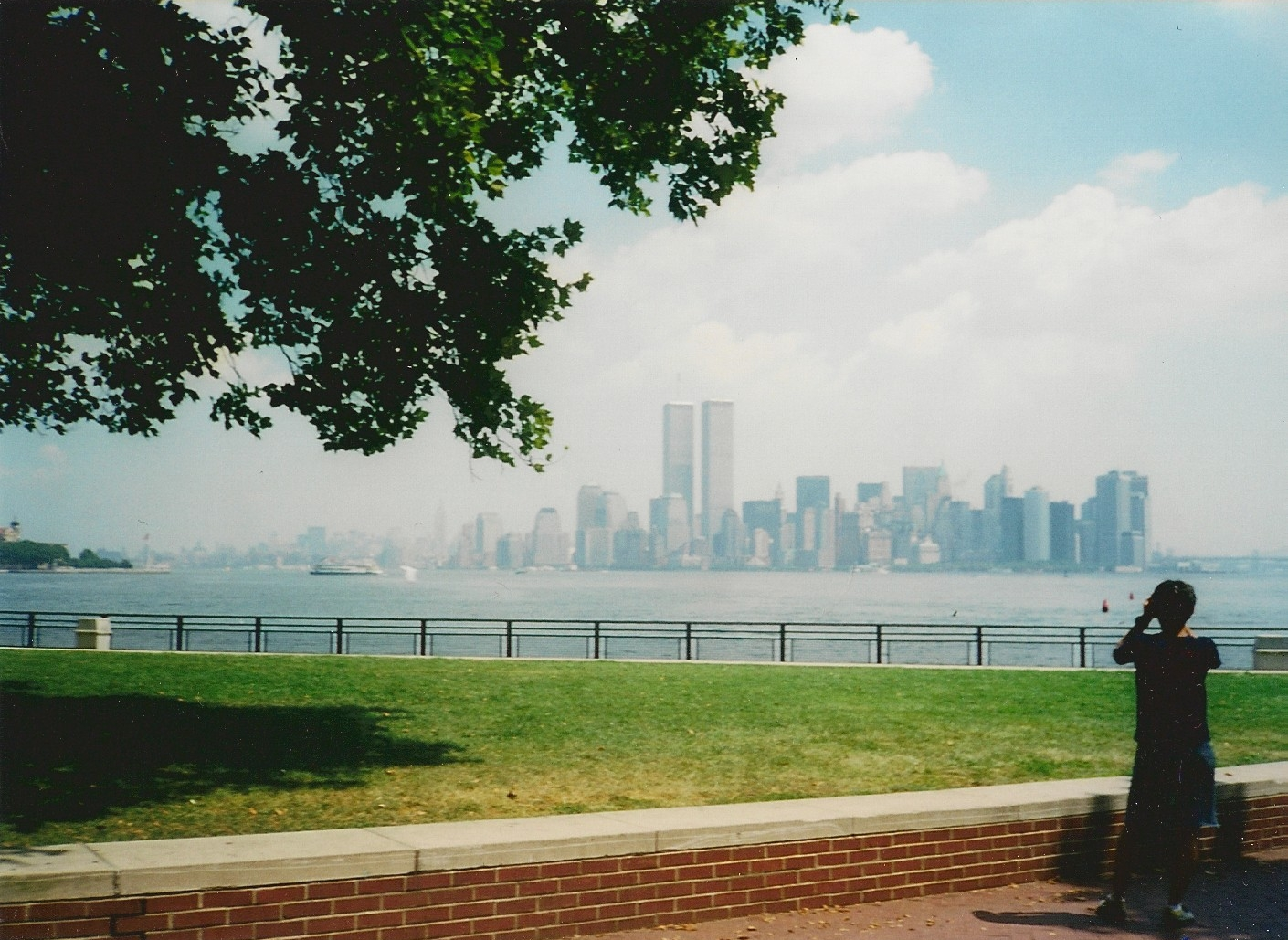
New York City im August 2001

### Donnerstag, 30. August 2001

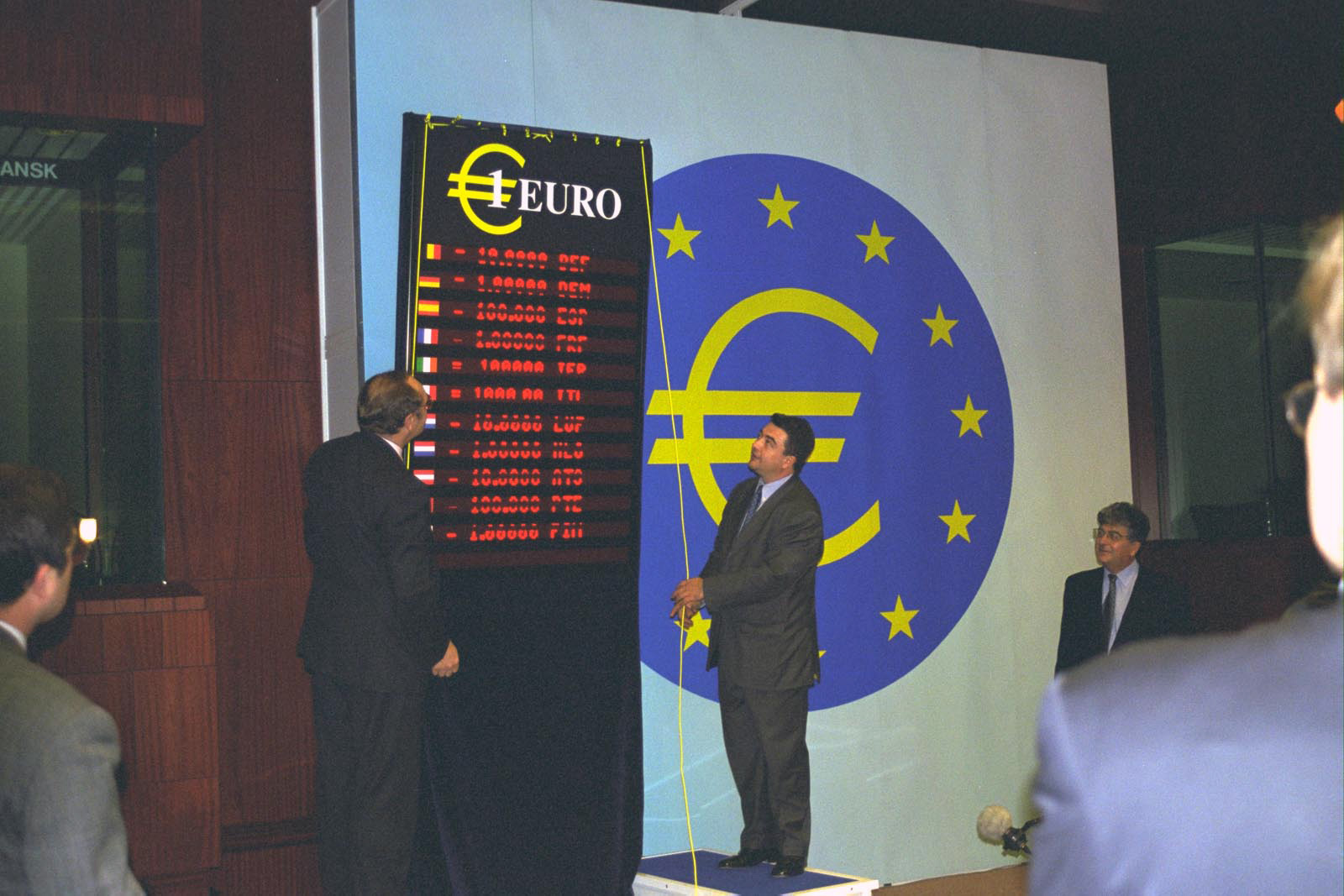
Die Wechselkurse zum Euro sind seit 1999 fixiert

- Frankfurt am Main/Deutschland: Der Präsident der Europäischen Zentralbank Wim Duisenberg stellt die Euro-Geldscheine vor. Ab 1. Januar 2002 gelten sie als Zahlungsmittel in zwölf europäischen Ländern.[23]